# Mazeppa (Lord Byron)

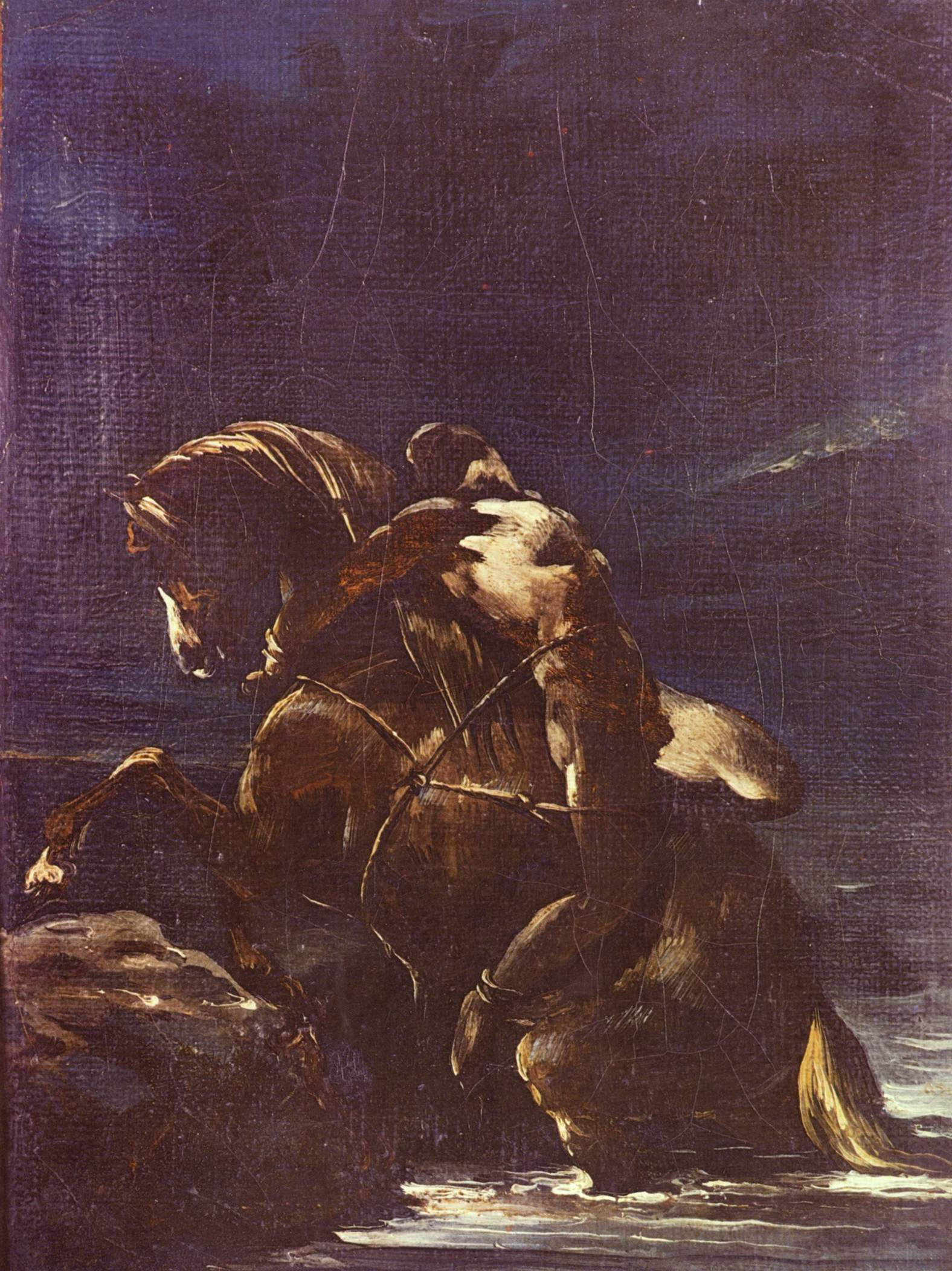
Théodore Géricault:
Der Page Mazeppa, um 1820

Mazeppa ist ein dramatisches Gedicht in 20 Gesängen von Lord Byron, das zwischen April 1817 und September 1818 entstanden ist. Die Veröffentlichung erfolgte 1819 bei dem Verleger John Murray in London.

## Inhalt

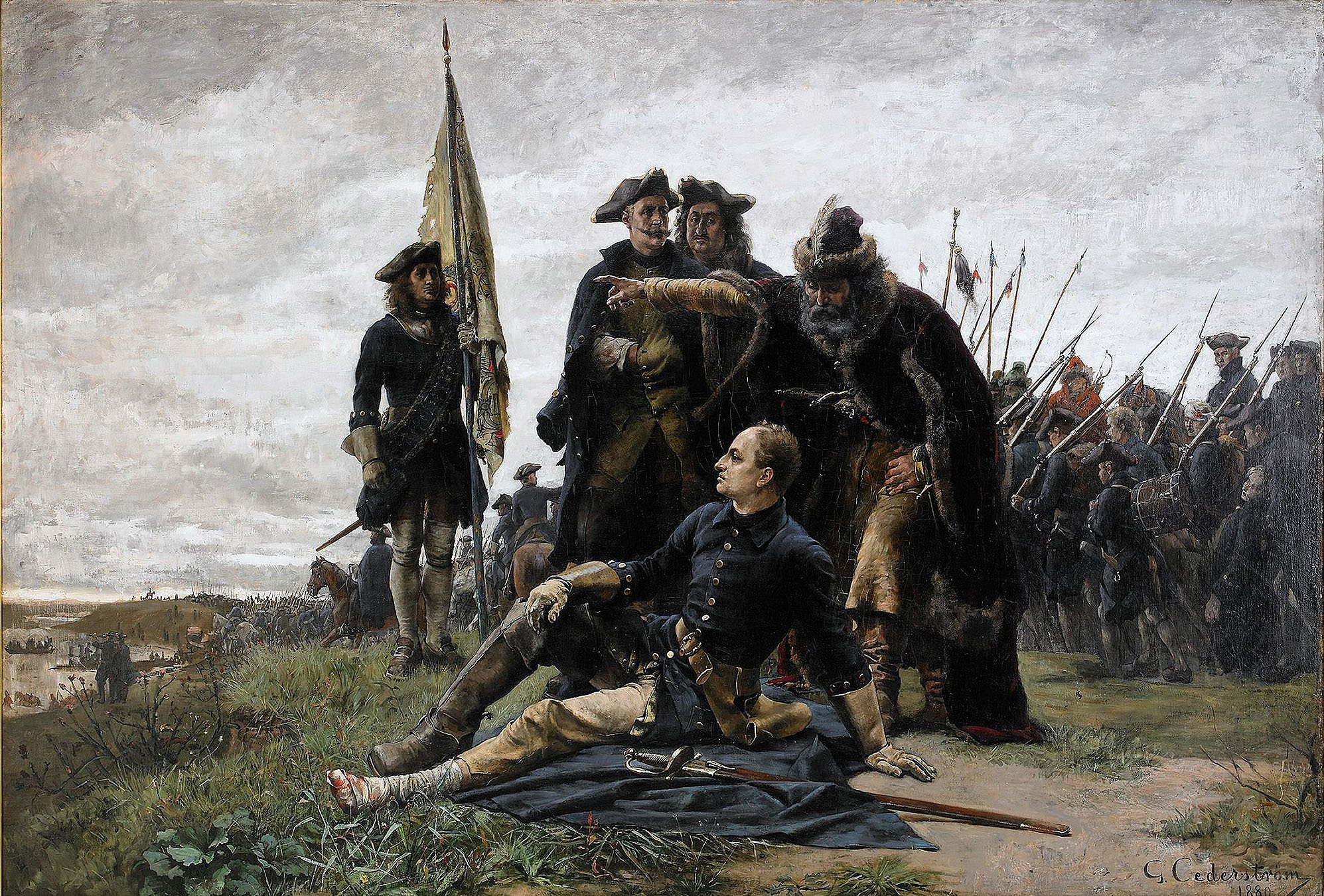
Gustaf Cederström: Karl XII. und Iwan Mazeppa nach der Schlacht von Poltawa 1709, um 1880

Das Gedicht behandelt die schon von Voltaire im Jahr 1731 berichtete Episode aus dem Leben des ukrainischen Kosakenhetmans Iwan Masepa (1639–1709), in der dieser als Page des polnischen Königs Johann II. Kasimir nach einer Affäre mit der Gattin eines polnischen Magnaten von diesem nackt auf dem Rücken eines wilden Pferds festgebunden und davongejagt wurde, was zum Tod des Pferds führte und von Mazeppa nur knapp überlebt wurde, den Kosaken retteten, zu deren Anführer er später wurde. In der Rahmenhandlung erzählt Mazeppa dieses Ereignis dem verwundeten schwedischen König Karl XII. auf der Flucht nach der Schlacht von Poltawa bei einem Nachtlager im Wald, der König schläft bei der Erzählung jedoch ein.

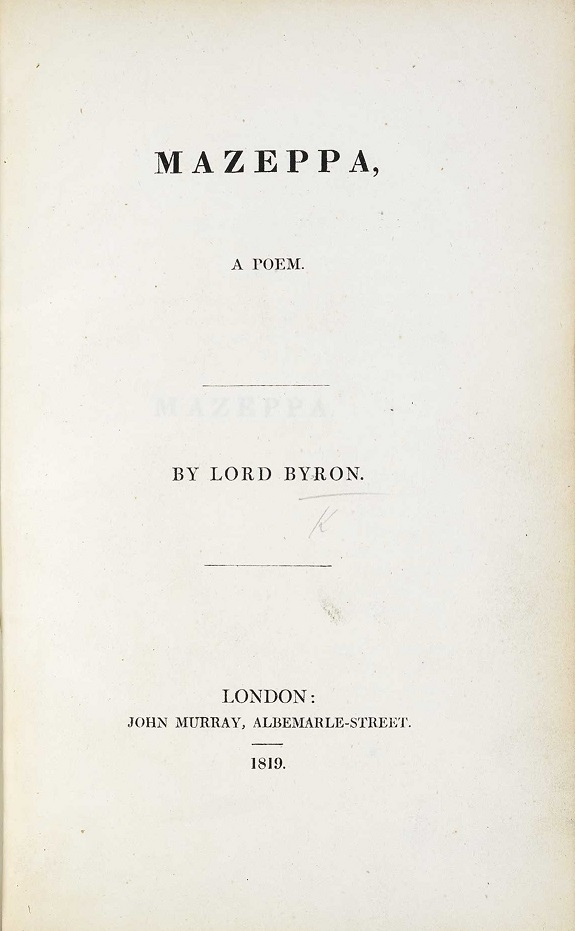
Titelseite der englischen Erstausgabe (1819)

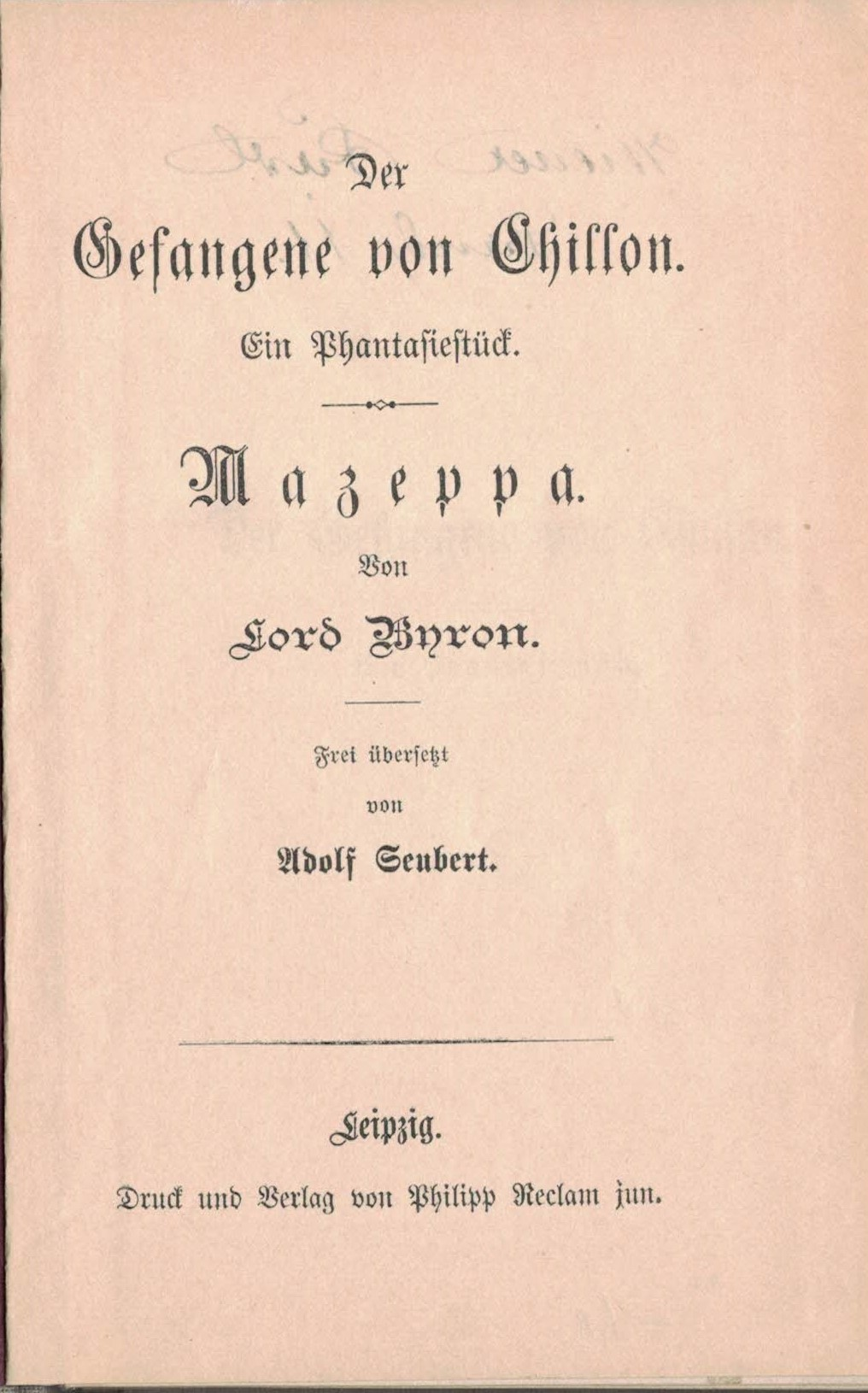
Titelblatt der Reclam-Ausgabe

## Übersetzungen
- Lord Byron: Der Gefangene von Chillon. Ein Phantasiestück. Mazeppa. Frei übersetzt von Adolf Seubert. Philipp Reclam jun., Leipzig ohne Jahr (vor 1898).
- George Gordon Noël Byron: Dichtungen. Zweites Bändchen. Korsar. Mazeppa. Beppo, übersetzt von Wilhelm Schäffer. Verlag des Bibliographischen Instituts, 1870 (Digitalisat in Projekt Gutenberg-DE).